# Muldoanich
Muldoanich es una de las diez islas que componen las islas de Barra, en el archipiélago de las Hébridas Exteriores, en Escocia. La isla ocupa una superficie de 78 ha. Su punto más alto se encuentra a 153 m s. n. m. El nombre de Muldoanich es un anglicismo de su nombre en gaélico escocés, Maol Domhnaich.
Muldoanich se encuentra deshabitada.
- Datos: Q941272
- Multimedia: Maol Dòmhnaich / Q941272